# Grantley Adams nemzetközi repülőtér
A Grantley Adams nemzetközi repülőtér (IATA: BGI, ICAO: TBPB) Barbados szigetének egyetlen repülőtere. A repülőtér csomópontként is működik Európa, Amerika és Afrika felé.

## Fekvése
Bridgetown várostól mintegy 15 km-re keletre található, mindössze 800 m-re a déli tengerparttól.

## A repülőtér történelme
Az első menetrend-szerinti repülőgép Hollandiából érkezett és 1938-ban landolt az akkor még füves pályán, amit Seawell Airport néven ismertek. A pályát később körbekerítették, és 1949-ben létrejött az első terminálépület.
1983-ban az Amerikai Egyesült Államok Granada elleni inváziója szükségessé tette egy olyan repülőtér használatát, ahol a legnagyobb katonai gépek is le tudtak szállni, erre a célra ezt a repülőteret szemelték ki. A barbadosi kormánnyal kötött megállapodás értelmében az amerikai hadsereg felújíttatta a repülőtér infrastruktúráját. A forgalom növekedési ütemét is figyelembe véve a repülőtér kapacitása kb. 2015-ig elegendő lesz az utasforgalom fogadására.
A repülőtér egyike volt azoknak a reptereknek, ahol a Concorde is le tudott szállni. Menetrend szerint jártak ide a Concorde-ok Angliából, általában a sűrűbb téli időszakban. A menetidő ezzel a géppel 4 óra volt.
A repülőtér jelenlegi nevét 1976-ban kapta első miniszterelnöke, Sir Grantley Herbert Adams tiszteletére.
Utasforgalma évi 2 millióra tehető.

## Forgalomdiagram
Az utasforgalom az elmúlt években az alábbi módon változott:
| Utasok száma | 2 158 549 | 2 340 573 | 2 150 447 | 1 939 059 | 2 074 654 | 1 858 176 | 2 086 209 | 2 194 931 | 767 147 | 1 551 170 |
|              | 2003      | 2005      | 2007      | 2009      | 2011      | 2014      | 2016      | 2018      | 2020    | 2022      |

## Légitársaságok és úticélok
2023-ban a Grantley Adams nemzetközi repülőtérről az alábbi járatok indulnak:

### Személy
| Légitársaság           | Célállomások |
| ---------------------- | --- |
| Aer Lingus             | Szezonális: Manchester (UK) |
| Air Antilles           | Antigua, Castries, Dominica–Douglas-Charles, Fort-de-France, Pointe-à-Pitre                                                                                      |
| Air Canada             | Toronto–Pearson Szezonális: Montréal–Trudeau |
| American Airlines      | Charlotte, Miami |
| British Airways        | London–Heathrow Szezonális: London–Gatwick |
| Caribbean Airlines     | Antigua, Castries, Dominica–Douglas-Charles, Georgetown–Ogle, Grenada, Kingston–Norman Manley, Port of Spain, St. Kitts, St. Maarten, St. Vincent–Argyle, Tobago |
| Cayman Airways         | Grand Cayman |
| Condor                 | Frankfurt Szezonális Charter: Düsseldorf |
| Conviasa               | Caracas, Porlamar |
| Copa Airlines          | Panama City–Tocumen |
| Discover Airlines      | Szezonális: Frankfurt |
| Fly All Ways           | Georgetown–Cheddi Jagan, Kingston–Norman Manley, Paramaribo |
| InterCaribbean Airways | Antigua, Castries, Dominica–Douglas-Charles, Georgetown–Cheddi Jagan, Grenada, St. Kitts, St. Vincent–Argyle                                                     |
| JetBlue                | Boston, New York–JFK |
| LIAT                   | Antigua, Castries, Dominica–Douglas-Charles, Grenada, St. Vincent–Argyle, Tortola                                                                                |
| Maleth-Aero            | Szezonális Charter: London-Gatwick, Manchester (UK) |
| Mustique Airways       | Bequia, Canouan |
| Norse Atlantic Airways | Szezonális: London–Gatwick (kezdődik 2023 december 1-től) |
| SVG Air                | Bequia, Union Island |
| TUI Airways            | Szezonális: Birmingham, Bristol, Cardiff, Glasgow, London–Gatwick, Manchester (UK), Newcastle upon Tyne                                                          |
| United Airlines        | Newark, Washington–Dulles |
| Virgin Atlantic        | Grenada, London–Heathrow, Manchester (UK), St. Vincent–Argyle |
| WestJet                | Toronto–Pearson |

### Cargo
| Légitársaság             | Célállomások                                                              |
| ------------------------ | ------------------------------------------------------------------------- |
| Air Cargo Carriers       | Dominica–Douglas-Charles                                                  |
| Ameriflight              | Aguadilla, San Juan                                                       |
| Amerijet International   | Miami, Port of Spain, Santo Domingo-Las Americas, St. Maarten, Vieux Fort |
| Caribbean Airlines Cargo | Miami, Port of Spain                                                      |
| DHL Aero Expreso         | Port of Spain                                                             |
| Vensecar Internacional   | Caracas                                                                   |